# جيمي مان (لاعب دارت)
جيمي مان (بالإنجليزية: Jimmy Mann)‏ هو لاعب دارت بريطاني، ولد في 19 يوليو 1978 في كارشالتون في المملكة المتحدة.

## وصلات خارجية
- جيمي مان على موقع DartsDatabase.co.uk (الإنجليزية)